# ゲツセマネの祈り (ヴァザーリ)
『ゲツセマネの祈り』（ゲツセマネのいのり、伊: Orazione nell'orto、英: Agony in the Garden）は、イタリア・マニエリスム期の画家であり、『画家・彫刻家・建築家列伝』の著者でもあるジョルジョ・ヴァザーリが1570年ごろに板上に油彩で描いた絵画である。主題は、『新約聖書』「ルカによる福音書」22章などで語られている「受難」を前にしたイエス・キリストの「ゲツセマネの祈り」である。来歴については、オランダ王であったルイ・ボナパルトの所蔵であったことまで辿ることができる。作品は1968年以来、東京の国立西洋美術館に所蔵されている。

## 作品

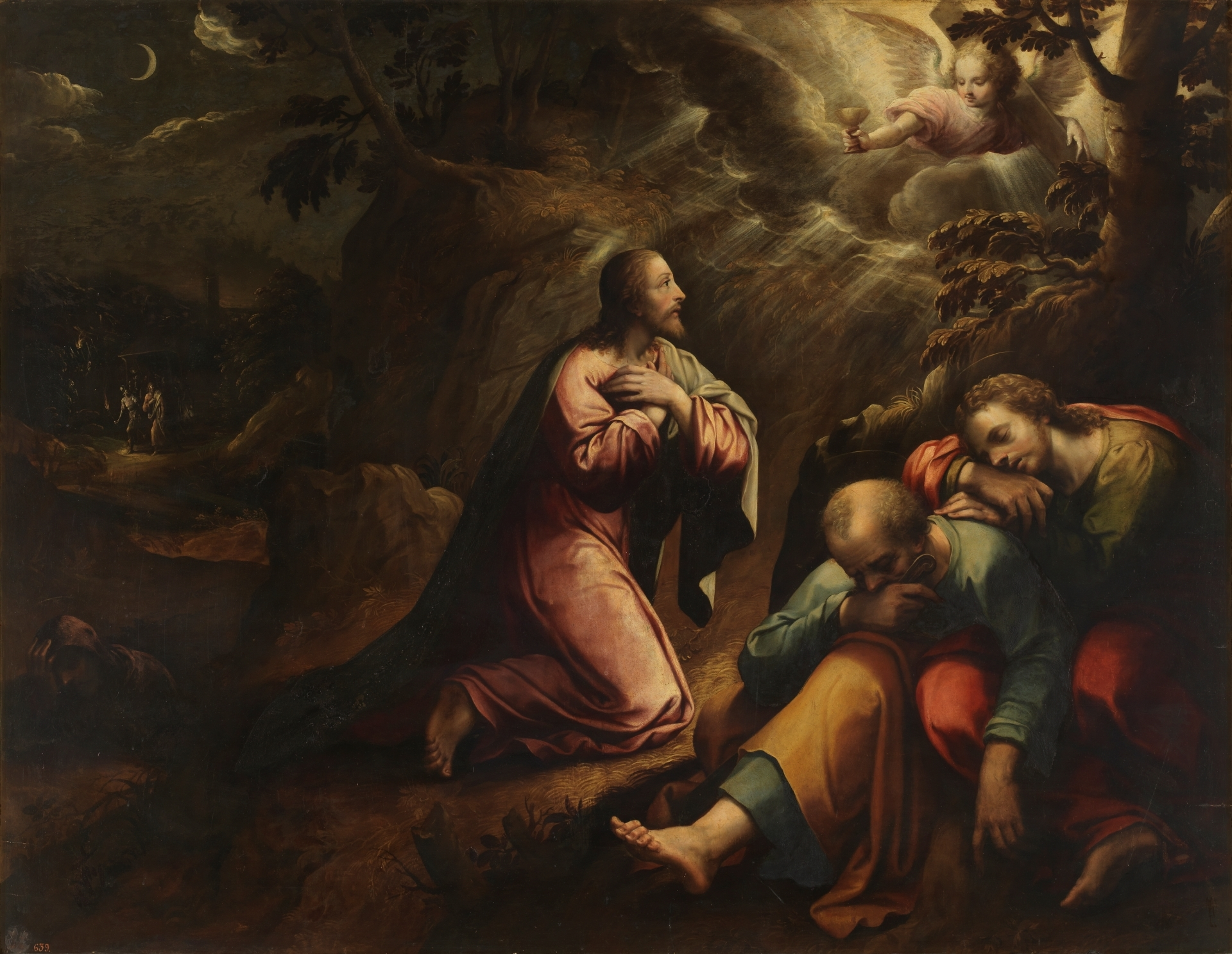
ジョルジョ・ヴァザーリの弟子『ゲツセマネの祈り』 (1601-1633年)、プラド美術館、マドリード

「マタイによる福音書」 (26章36-46)、「マルコによる福音書」 (14章32-42)、「ルカによる福音書」 (22章39-46) によれば、「最後の晩餐」の後、イエス・キリストは使徒のペテロ、ヤコブ、ヨハネを連れ、オリーブ山の麓にあるゲツセマネの園へ向かう。到着すると、キリストは弟子たちに「起きて祈るように」命じてから、1人少し離れた場所で懸命に祈った。彼は自分が処刑に処せられることを知っており、神の意志のままに従うことに決めていたのである。キリストが祈る間、3人の弟子たちは誘惑に負けて、眠り込む。
画面中央の土地が一段高くなったところにキリストが、その下にキリストの命令にも拘わらず眠り込んでしまった3人の使徒が描かれている。上部右側には受難の盃と十字架を手にした天使が現れているが、その典拠は「ルカによる福音書」である。画面左寄り遠景には、イスカリオテのユダに先導された兵士たちがオリーブの園に入ってくる情景が描かれている。
最近の調査によると、本作と同一構図の板絵がカマルドリ修道院旧薬局に遺されていることが判明した。カマルドリ修道院の作品は、ヴァザーリ工房が残した『備忘録』の記録から1572年に制作されたことがわかっている。ヴァザーリは1570年にフェリペ2世 (スペイン王) のために『ゲツセマネの祈り』を制作しているほか、1573年にはフィレンツェ大司教となったアレッサンドロ・デ・メディチに寄贈したとされる同主題作も記録に残されている。